# Ornithogalum diphyllum
Ornithogalum diphyllum là một loài thực vật có hoa trong họ Măng tây. Loài này được Baker mô tả khoa học đầu tiên năm 1895.